# Daihatsu V
Daihatsu V (яп. ダイハツ・Vシリーズ) — серия мало- и среднетоннажных грузовых автомобилей с компоновкой «кабина над двигателем», выпускавшихся с 1958 по 1970 год японской компанией Daihatsu.

## Описание
Первым автомобилем серии Daihatsu V стал Daihatsu Vesta — двухтонный грузовой автомобиль, запущенный в производство в 1958 году. Изначально он оснащался 1,5-литровым V-образным двигателем мощностью 39 кВт (53 л. с.), а с 1960 года автомобиль оснащался рядным четырёхцилиндровым двигателем FA мощностью 50 кВт (68 л. с.) и назывался Daihatsu V200. В 1962 году автомобиль стал оснащаться 1,9-литровым рядным четырёхцилиндровым двигателем FB мощностью 59 кВт (80 л. с.). Модификация с 2,3-литровым дизельным двигателем DE мощностью 46 кВт (63 л. с.) получила название Daihatsu D200.
В 1964 году был налажен выпуск 1,25-тонной модификации Daihatsu V100 с 1,5-литровым двигателем FA, а затем в производство были запущены 3-тонные модификации Daihatsu V300 с 2,4-литровым бензиновым двигателем мощностью 70 кВт (95 л. с.) и Daihatsu D300 с 2,5-литровым дизельным двигателем DG мощностью 53 кВт (72 л. с.).
В 1968 году начался выпуск 1-тонной модификации V100 и 1,5-тонной модификации Daihatsu V150, каждая из которых оснащалась 1,5-литровым двигателем FA. На шасси Daihatsu V также выпускались автобусы Daihatsu Light Bus.
В октябре 1970 года, в результате делового соглашения с Toyota в 1967 году, автомобили Daihatsu V были заменены автомобилями Daihatsu Delta на базе Toyota Dyna.